# Hyperthaema hoffmannsi
Hyperthaema hoffmannsi är en fjärilsart som beskrevs av Rothschild 1909. Hyperthaema hoffmannsi ingår i släktet Hyperthaema och familjen björnspinnare. Inga underarter finns listade i Catalogue of Life.